# Удема

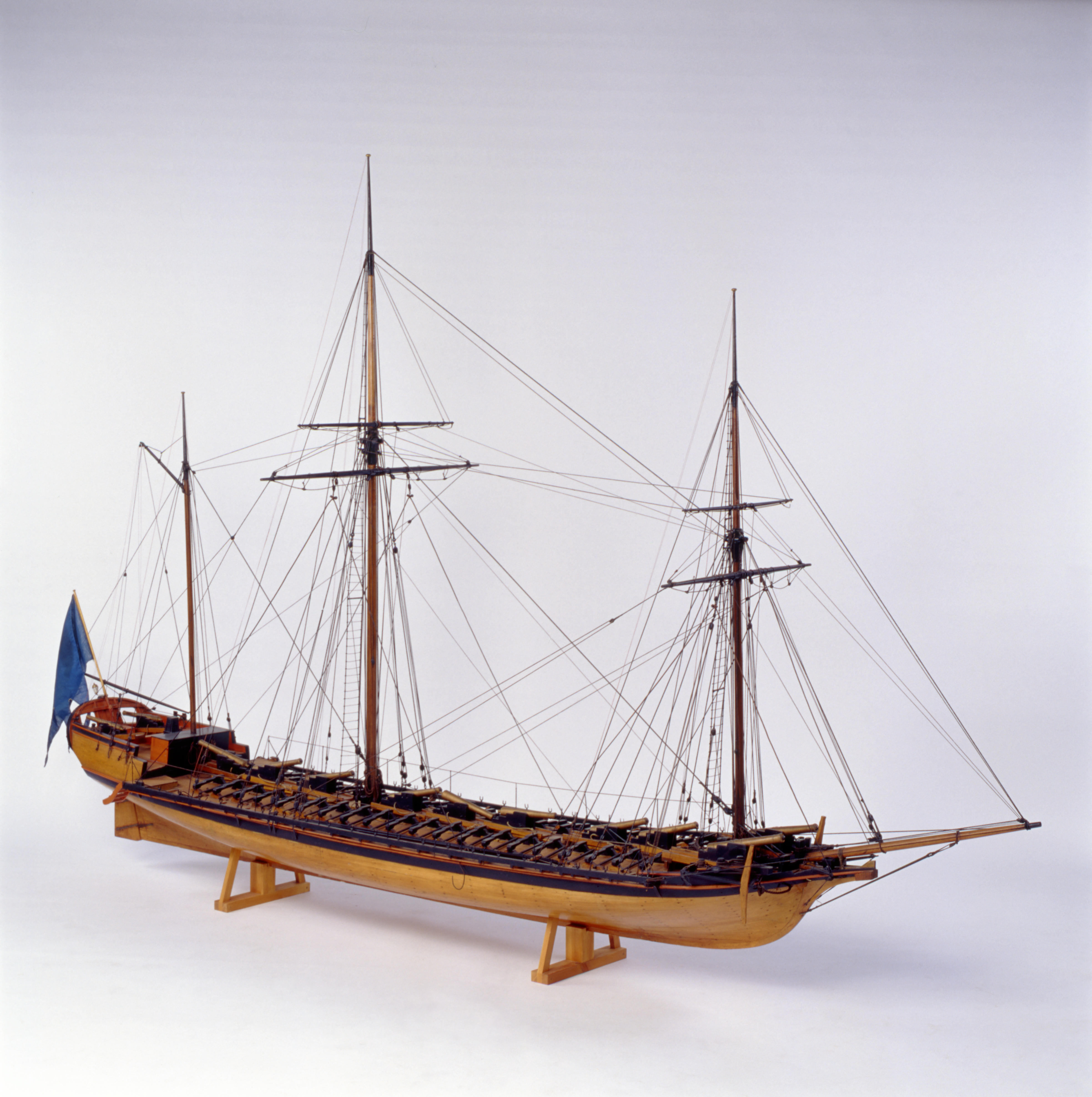
Сучасна модель удеми «Інгеборг» (побудована в 1776 р.) З колекцій Морського музею в Стокгольмі

Удема (швед. udema швед. вимова: [ˈɵdɛma] швед. вимова: [ˈɵdɛma] або [ɛudɛma] ; Також udenma) — тип вітрильного-гребного військового корабля, побудованого для шведського шхерного флоту. Він був розроблений для бойових дій у мілководному і всіяному острівцями  Архіпелаговому морі (регіон Балтійському моря) проти російського флоту. Удема була створена плідним військово-морським конструктором Фредріком Хенріком аф Чапманом (Fredrik Henrik af Chapman).
Удема мала інноваційну нову конструкцію з єдиною лінією гармат на повортних платформах вздовж центральної лінії корабля, що стало провісником розміщення корабельної артилерії на дредноутах початку 20 століття. Проте ця схема виявилась непрактичною для свого часу, і між 1760 і 1776 роками були побудовані лише три удеми.

## Служба

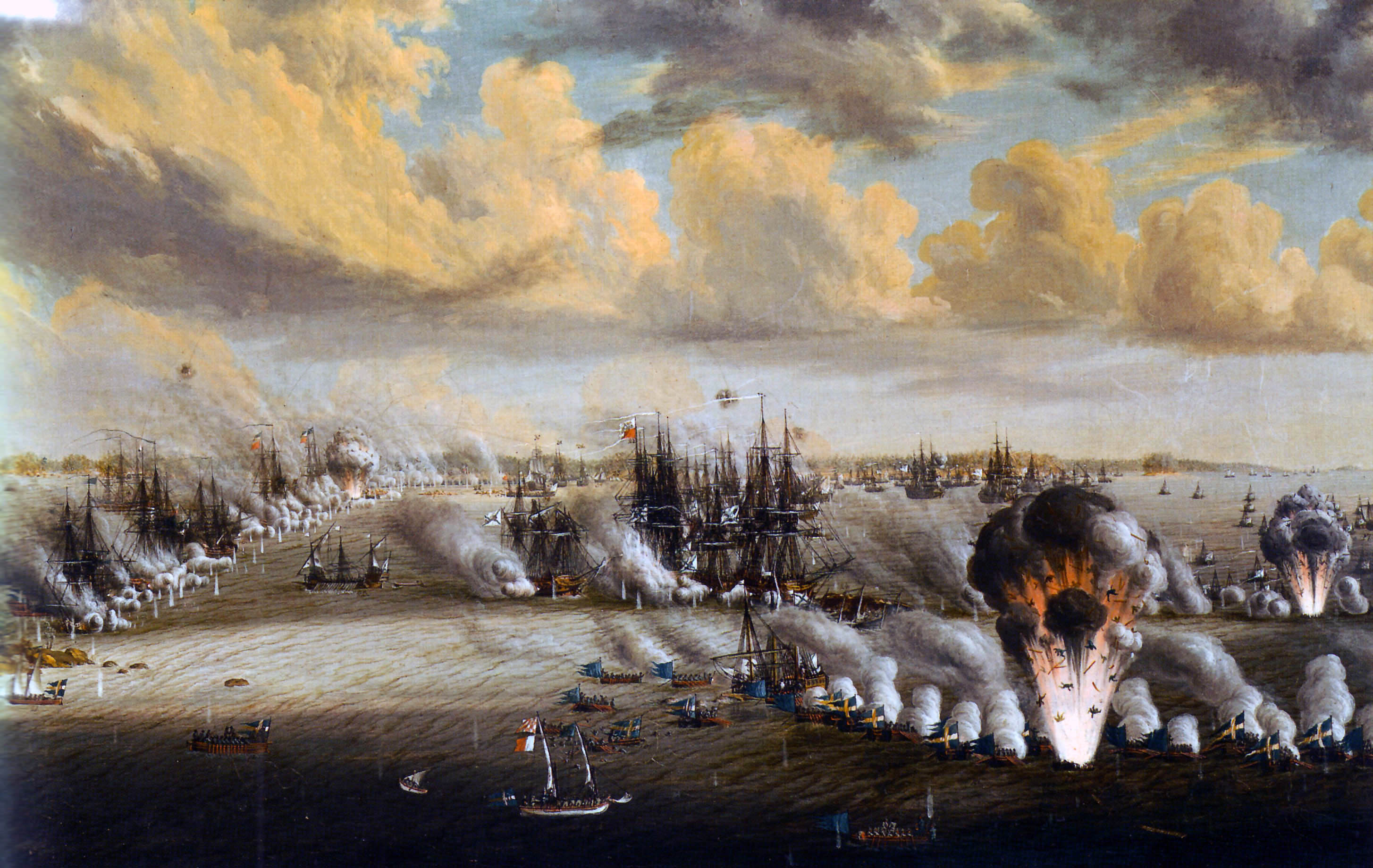
Тогочасна шведська картина, що зображає битву при Свенсксунді, де удема була однією з небагатьох втрачених шведських кораблів

Лише три удеми були побудовані для шведського флоту. Російські суднобудівники копіювали шведські конструкції кораблів, зокрема, під час війни 1788—90, і деякі історики вважають, що тип, який називали просто «таємним судном», міг бути російською удемою. Інші історики піддають сумніву цей висновок — кількість гармат (загалом 44) може свідчити про значно більшу туруму, один з більших типів вітрильно-гребних так званих «шхерних фрегатів».
Три шведські удеми служили в ескадрах фінського архіпелагу протягом всієї війни 1788—1990 рр.. Вони підтримували десантні операції, здійснювали рейди проти російських галер і захищали лівий фланг операцій шведської армії у Фінляндії. Удеми воювали як в першому, так і в другій битві при Свенсксунді. Ця битва завершилась катастрофічною поразкою для росіян і стала однією з найбільших морських перемог Швеції. Удема «Інгеборг» був одним з небагатьох втрачених шведських кораблів.

## Вплив
Історик Ларс-Олоф Берг припускає, що радикально новий порядок установки гармат на поворотній платформі, хоча і дещо розчарував шведських військових, міг вплинути на суднобудівників інших країн. Російські плавучі батареї були оснащені аналогічними установками до 1790 року. Подібні конструкції з'явилися також у Великій Британії та США. Поворотні опори для гармат використовувалися в американському «флоті канонерок» у часи Томаса Джефферсона, навіть на набагато менших кораблях, хоча від віддачі ті могли перекинутись, особливо якщо вогонь вівся через борт. Реальний прорив у розміщенні гармат по центральній осі корабля відбувся лише на панцерниках 19 століття. 